# Османско-персијски рат (1743–1746)
Османско-персијски рат (1743–1746) је био рат између Османског царства и Афшаридске Персије. 

## Историја
По завршетку претходног рата, територијалне промене нису биле спорне током мировних преговора. Међутим, две државе су се спориле око верских питања. Цариградски мир потписан је 1736. године и њиме су шиити стекли право ходочашћа у Меку. Надир шах покушао је да ратификује овај споразум захтевајући да се шиитиска секта Џафара прихвати као равноправна шиитска секта ислама. Надир шах је 1743. године објавио рат Османском царству. Тражио је предају Багдада. Персијанци су га освојили 1623. године, али су га Османлије повратиле 1638. године. Након пада Сафавидског царства, споразумом у Генџеу Руси и Персијанци поделили су територије на Кавказу на штету Османлија. Надир је у рату са Турцима освојио део Персије изгубљен током претходних година. Потом је заратио против Могулског царства у Индији. Сањао је о царству које би се протезало од Инда до Босфора. Зато је повео војску од 200.000 људи на Цариград. Међутим, пред јаким османским снагама, Надир шах је скренуо своју војску и опсео Мосул 1743. године. Опсада је трајала 40 дана. Надир шах је присиљен на повлачење. У Персији избија побуна (1743–1744) због високих пореза. Побуна се шири на Грузију где је Гиви Амилахвари тражио помоћ Османлија како би збацио персијску власт. Почетком 1744. године Надир је наставио своју кампању и опсео Карсу, али се морао вратити у Дагестан како би угушио побуну. Августа 1745. године поразио је Турке код Карса. Побуна га је присилила на мировне преговоре. Мир је склопљен у Кердену и њиме је рат завршен је без територијалних промена. 